# Slatina u Horažďovic

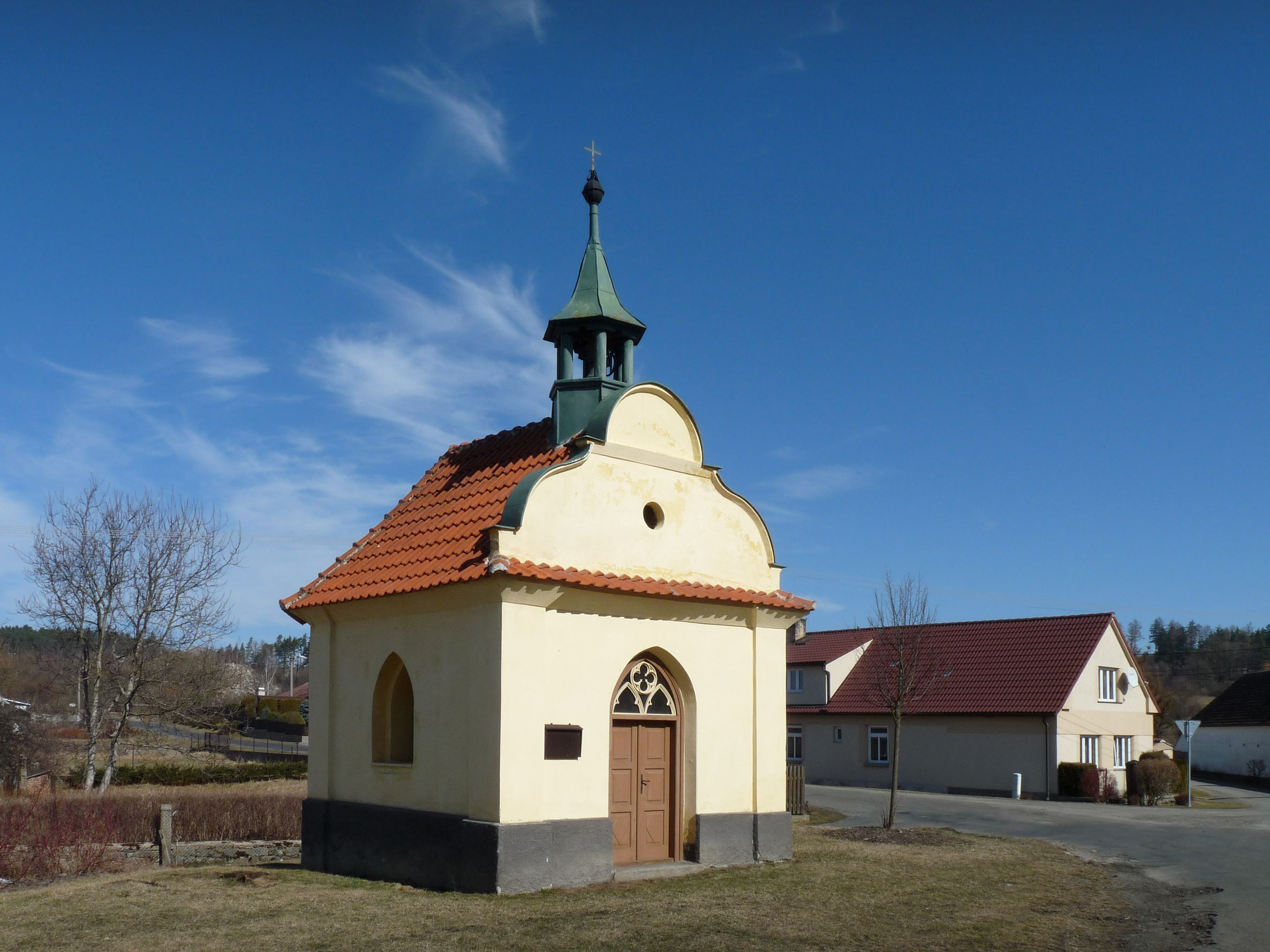
Kapelle des hl. Wenzel

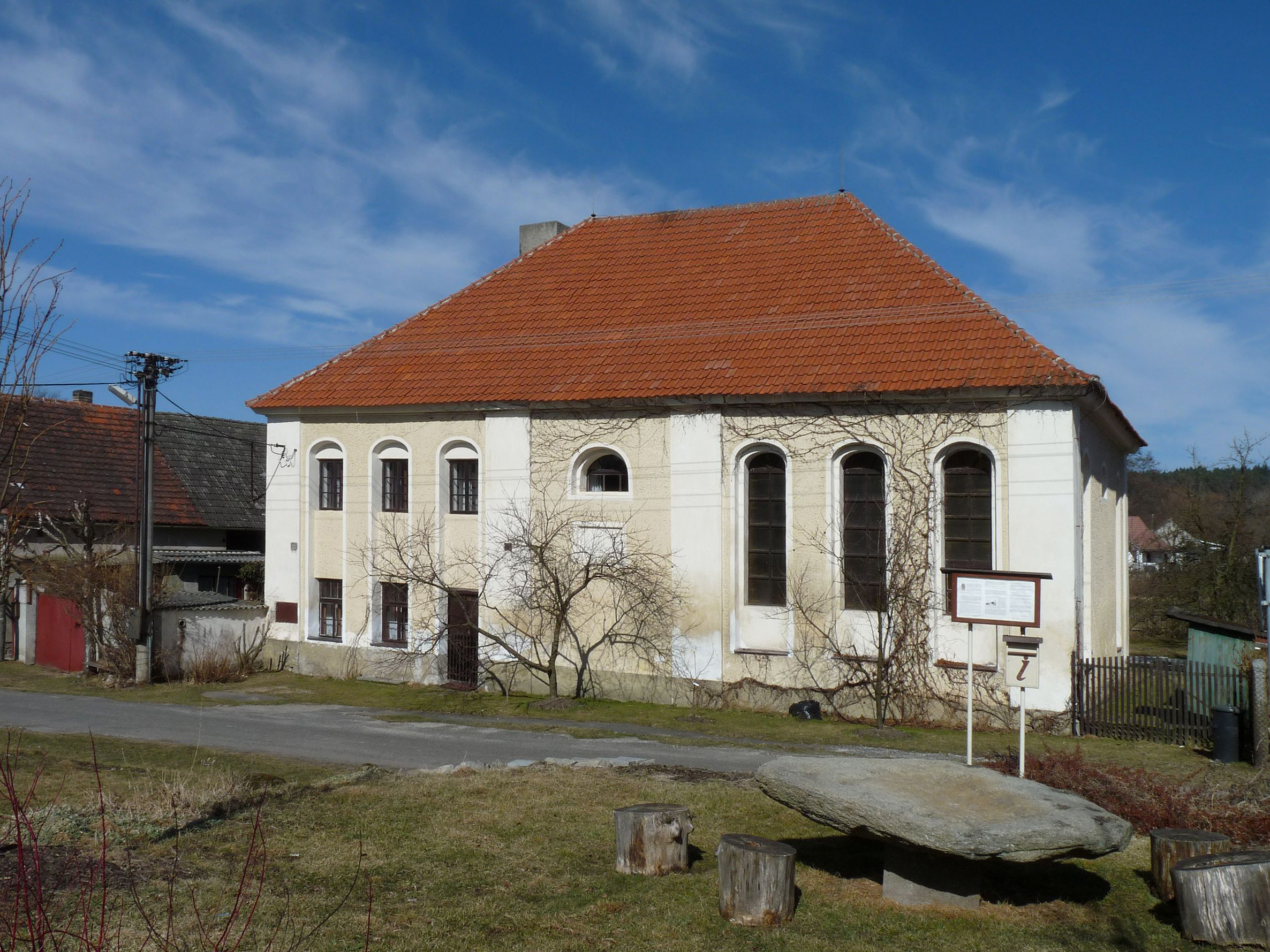
Neue Synagoge

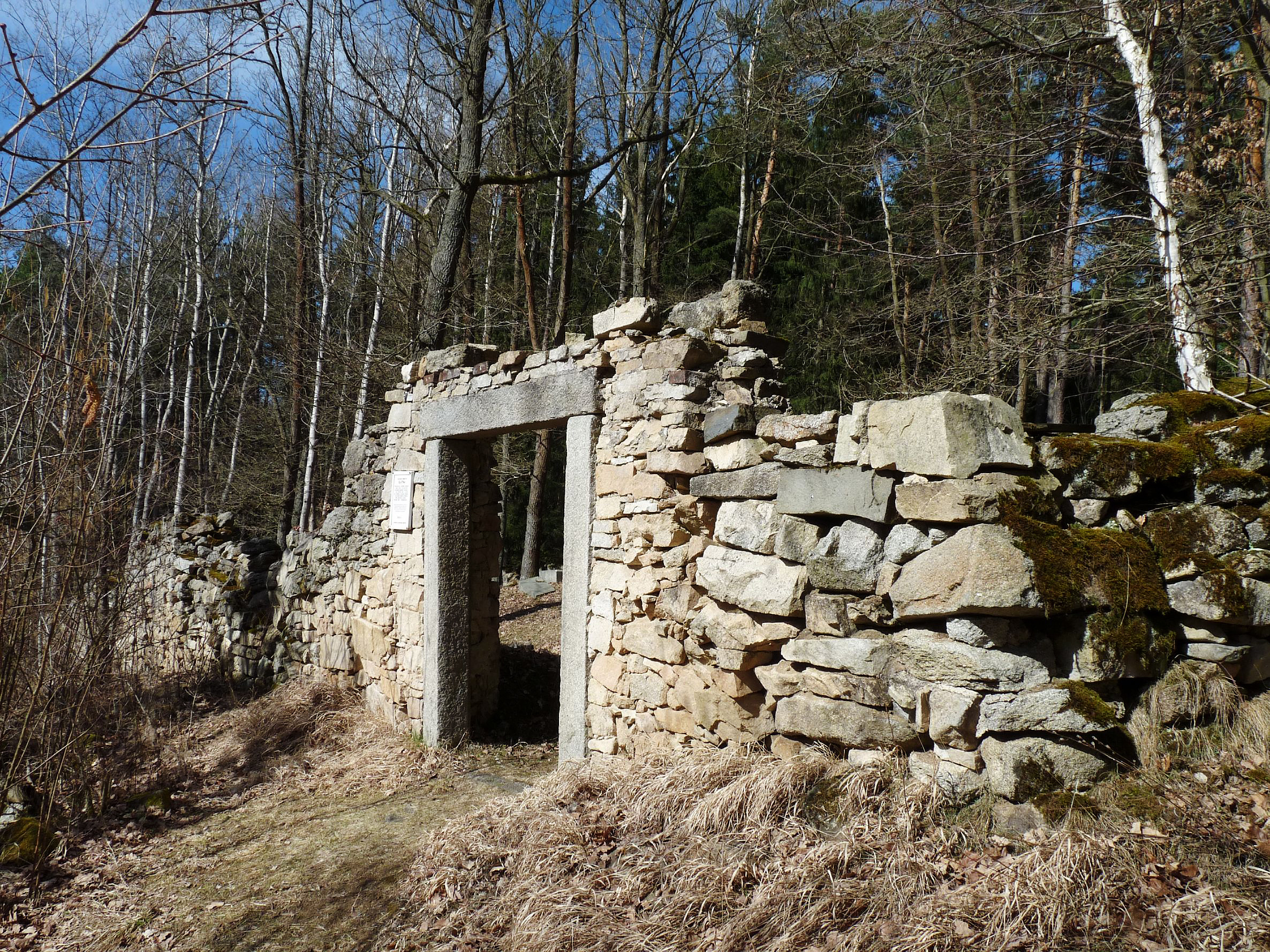
Eingang zum jüdischen Friedhof

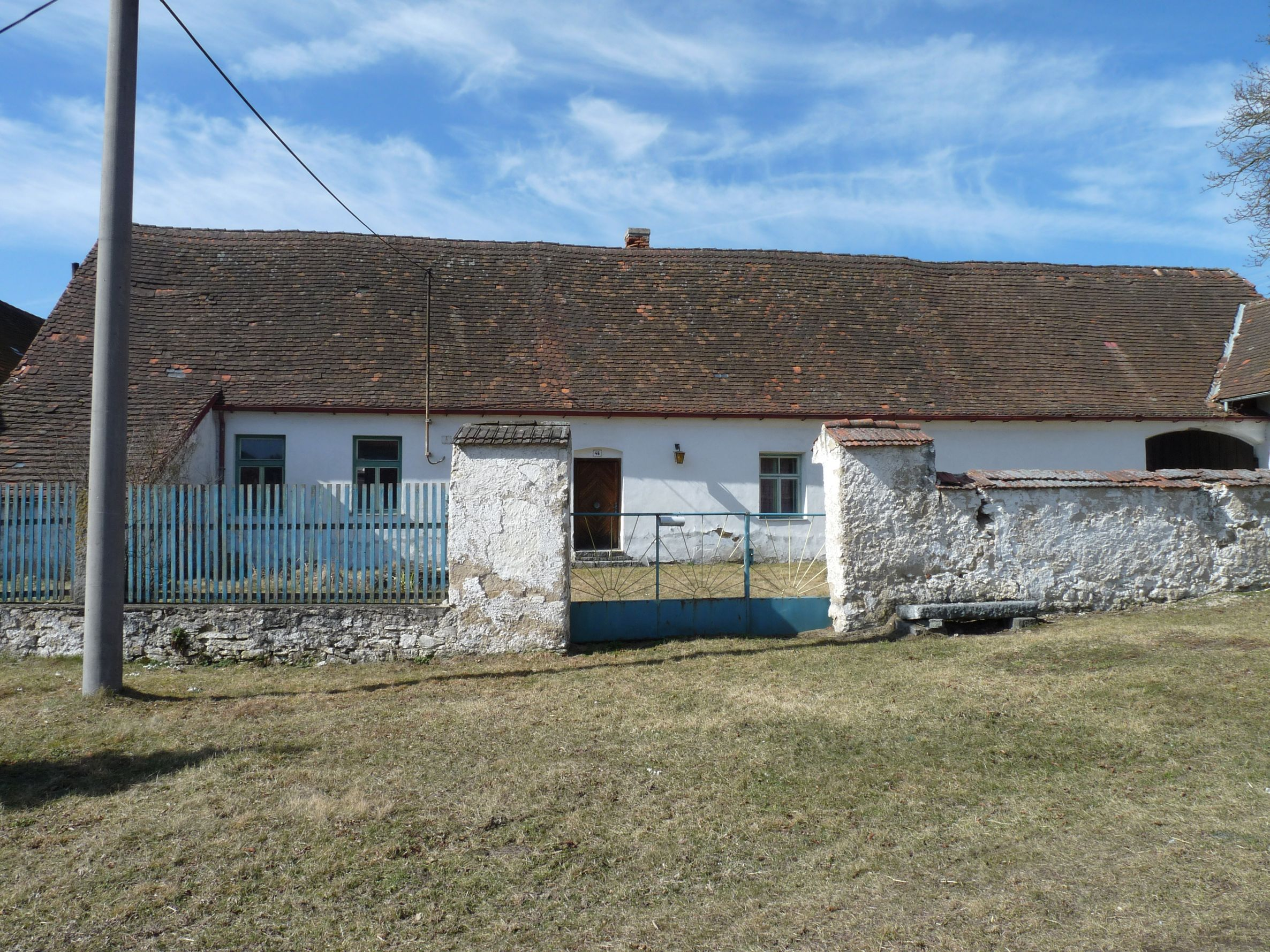
Haus Nr. 4, ehemaliges Vereins- und Gasthaus der Judengemeinde

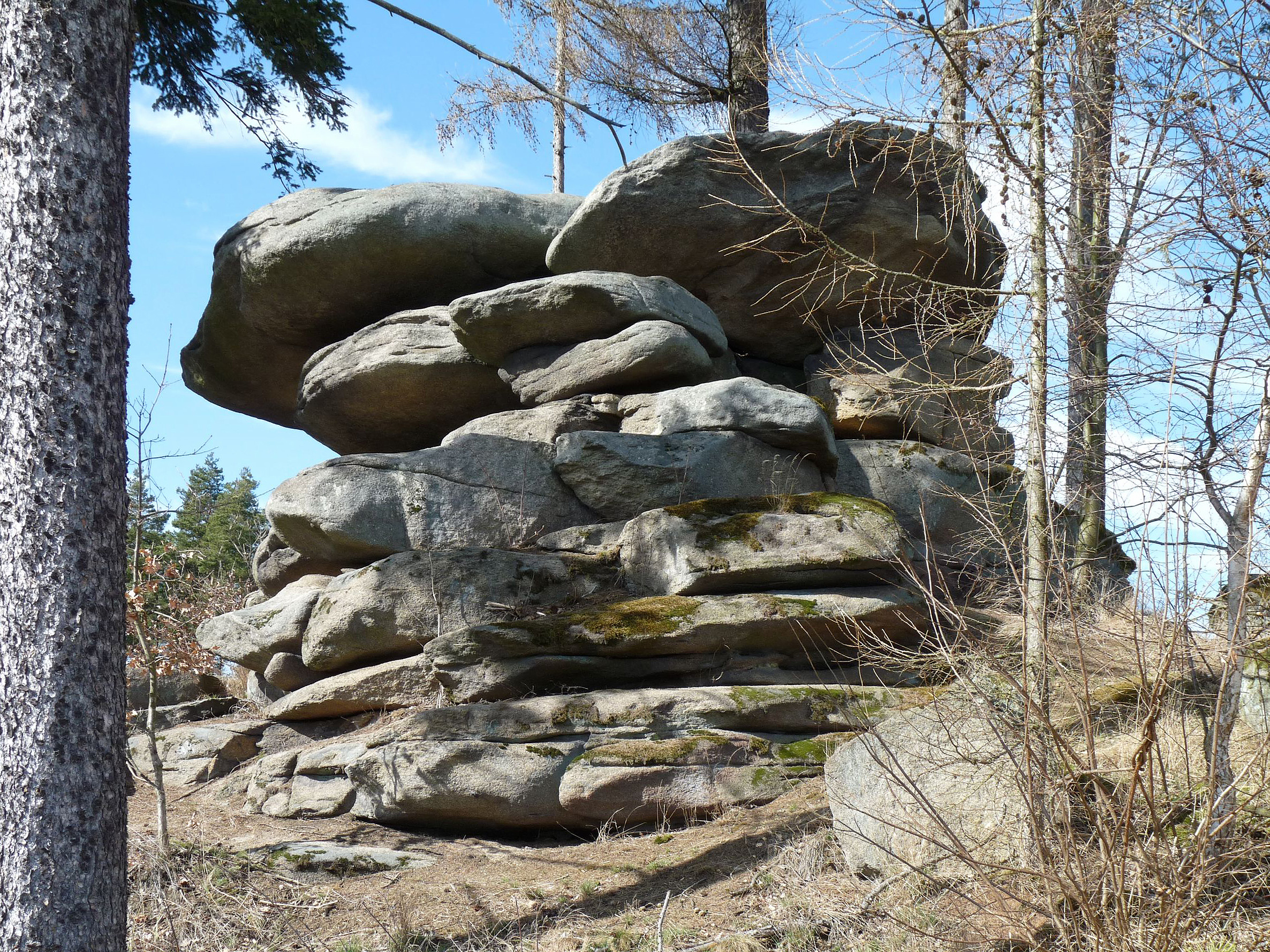
Velký čertův náramek

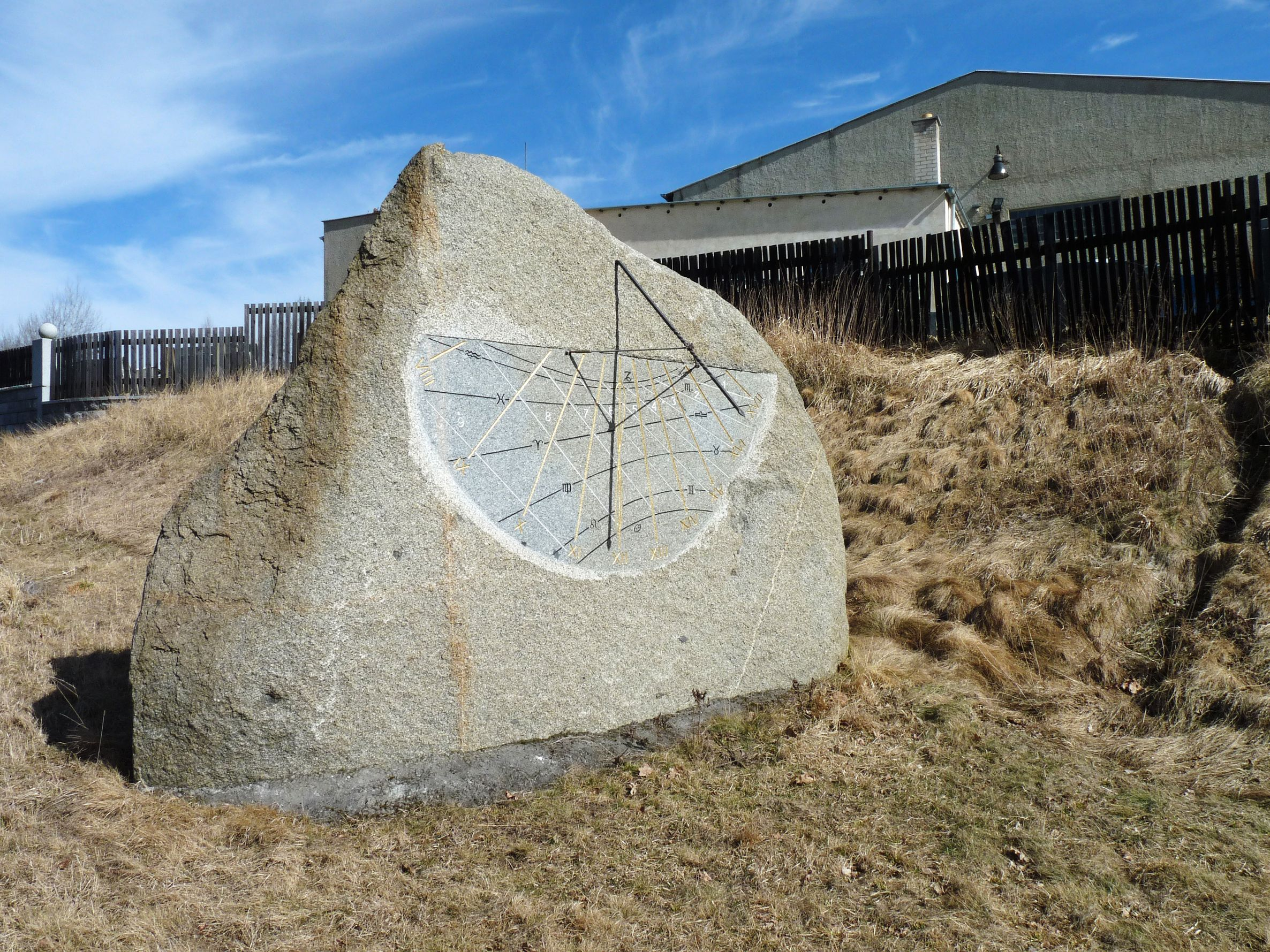
Sonnenuhr am Steinbruch

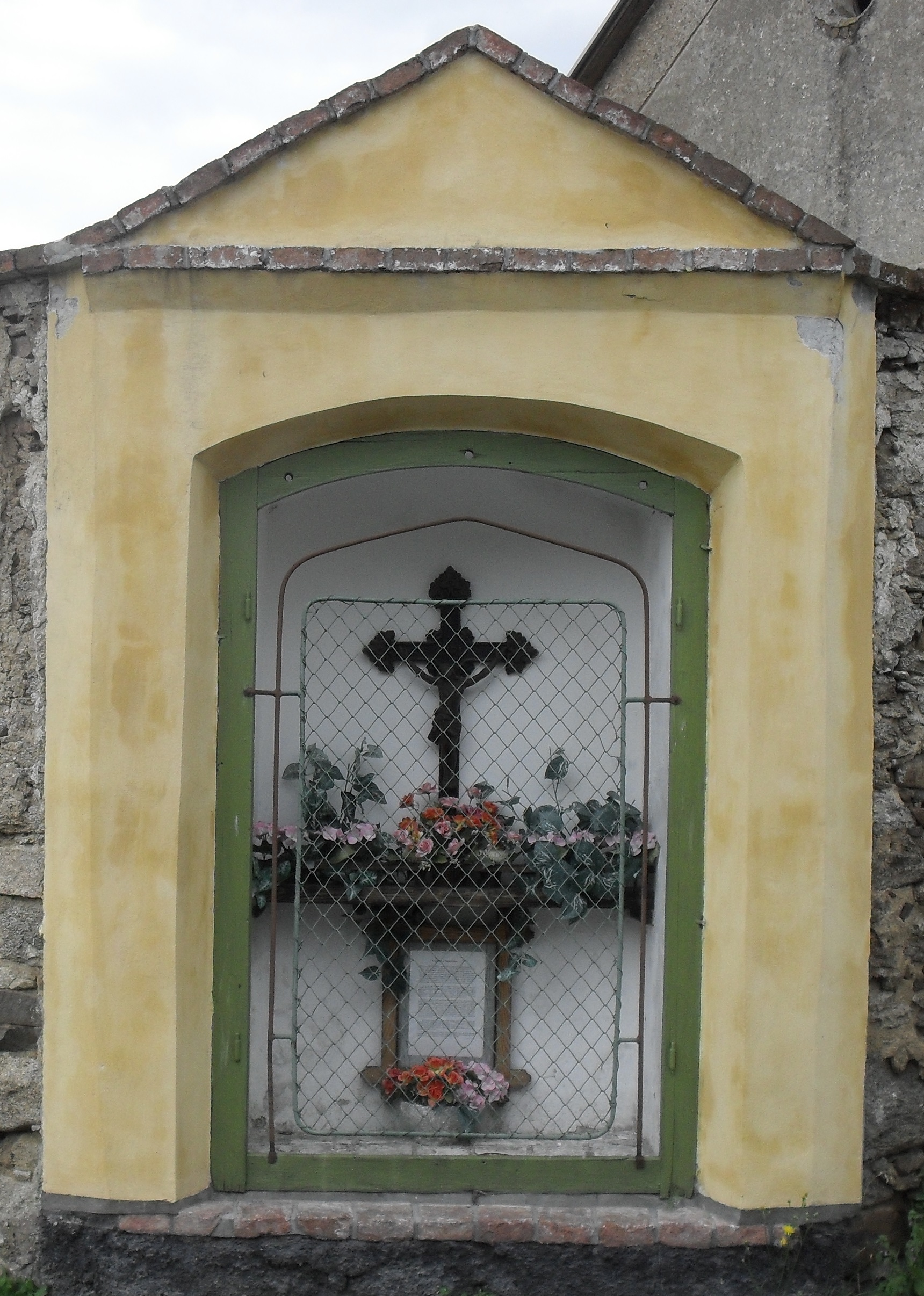
Nischenkapelle des hl. Wenzel

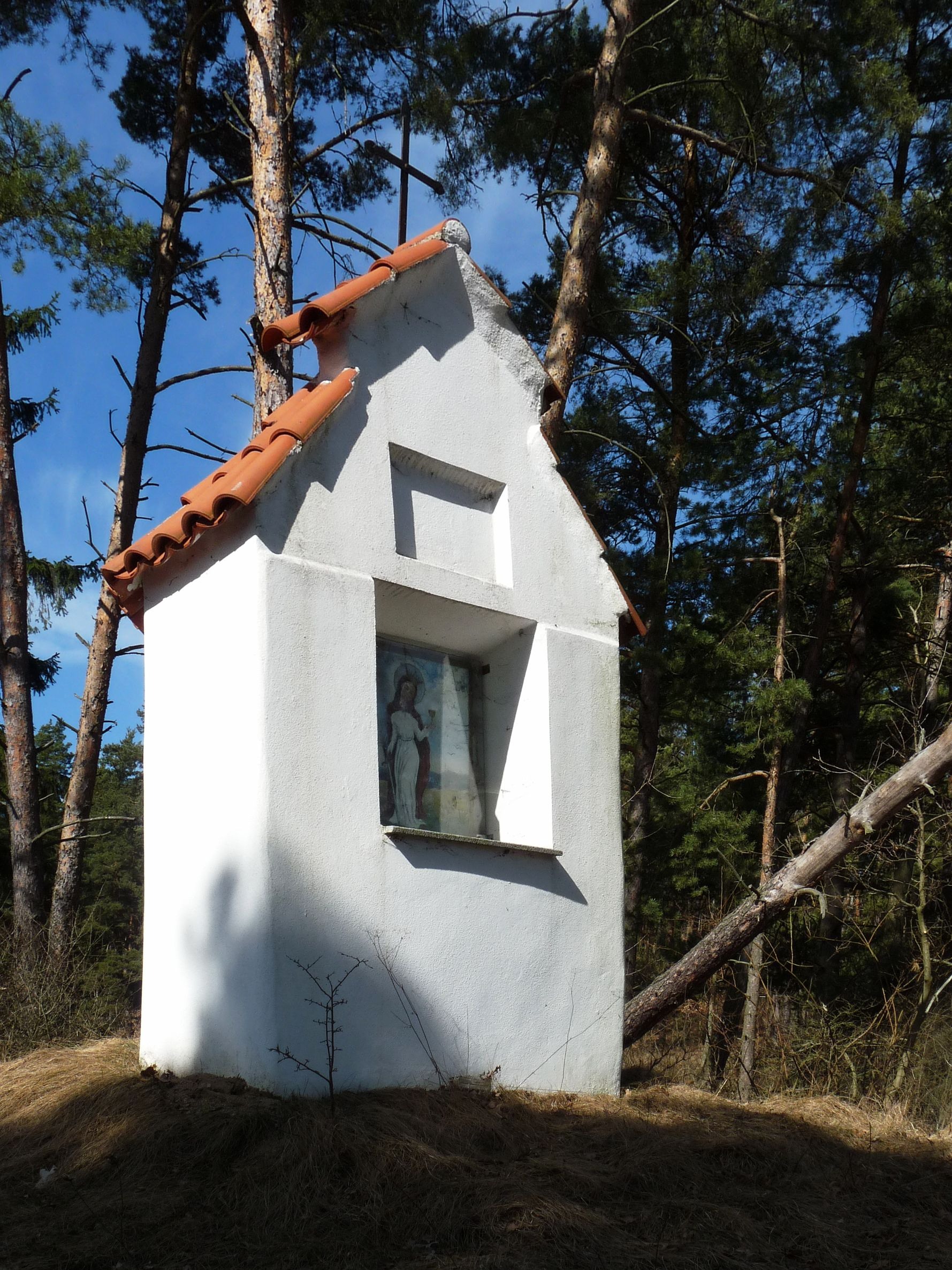
Nischenkapelle der hl. Barbara

Slatina ist eine Gemeinde in Tschechien. Sie liegt acht Kilometer nördlich von Horažďovice und gehört zum Okres Klatovy.

## Geographie
Slatina befindet sich im Hügelland Blatenská pahorkatina. Das Dorf liegt am gleichnamigen Bach Slatina, der südwestlich von Slatina in den Svéradický potok einmündet. Nördlich erhebt sich der Babáček (551 m), im Osten der Na Soudné (534 m), südöstlich der Hřeben (552 m) sowie im Westen der Radílec (491 m). Gegen Nordosten liegt der Teich Vůsí, südlich der Teich Strašín.
Nachbarorte sind Nezdřev, Bezděkov, Hradiště und Zahorčičky im Norden, Pole, Kadov und Vrbno im Nordosten, Lnářský Málkov, Lažánky und Záboří im Osten, Čečelovice, Slivonice und Komušín im Südwesten, Svéradice im Süden, Velký Bor, U Pazderny und Barák im Südwesten, Holkovice, Plácek und Dobrotice im Westen sowie Újezd u Chanovic und Chanovice im Nordwesten.

## Geschichte
Slatina wurde um 1150 gegründet und gehörte zum slawischen Siedlungsgebiet um die Burgstätten Hradiště und Prácheň. Die erste urkundliche Erwähnung des Dorfes erfolgte 1227 als Besitz des Klosters St. Georg auf der Prager Burg, das in Slatina um 1220 einen Hof angelegt und die erste Kirche in der Gegend errichtet hatte. Im Jahre 1284 verkaufte der Prager Bischof Tobias von Bechin die Höfe Slatina und Pole an den Burggrafen Bohuslav von Zvíkov. Dieser veräußerte Slatina 1303 an Peter von Nebřehovice. Durch die Kolonisation des Klosters und der Nachbesitzer war Slatina auf 30 Häuser angewachsen. Im Sommer 1421 zog das Heer Jan Žižkas auf dem Weg zur zweiten Belagerung der Burg Rabí durch die Gegend und brannte in Slatina die hölzerne Kirche des hl. Wenzel nieder.
Střízek von Nebřehovice ließ an Stelle der abgebrannten Kirche die steinerne Kapelle des hl. Wenzel errichten. Im Jahre 1426 verkaufte er die Güter Nebřehovice und Slatina an Oldřich Kočka auf Droužetice, der Slatina 1436 an Jan von Nebřehovice veräußerte. Die Nebřehovský von Nebřehovice verkauften das Gut Slatina 1517 an Heinrich Woselsky von Langendorf auf Woselecz, ihm folgte ab 1543 sein Sohn Peter. Das Dorf Slatina war spätestens seit dieser Zeit geteilt; 1543 wurde auch Bušek Záborský von Brloh in der Landtafel als Besitzer der Güter Kadov, Záboří und eines Anteils von Slatina eingeschrieben.
Nach dem Tod des Peter Woselsky von Langendorf erbte 1578 seine Witwe Nabka die Herrschaft Woselecz mit allem Zubehör. Sie teilte 1583 den Besitz mit ihren drei Töchtern, dabei erhielt Markéta Kokořovec von Kokořov die Güter Woselecz und Slatina.
Markéta und ihr Mann Jan Kokořovec von Kokořov ließen den Familienbesitz unter ihren vier Söhnen und drei Töchtern aufteilen, wobei die Güter Woselecz, Kotouň und Slatina Jan Vilém Kokořovec und seiner Frau Eva Kateřina, geborene Markvart von Hrádek, zufielen. Vermutlich vermachten diese ihren Anteil an Slatina der Stadt Horažďovice zugunsten des Spitals. Den anderen Anteil erbte Bušeks Sohn Alexander Záborský von Brloh, dem 1620 sein ältester Sohn Alexander Václav folgte. Dieser ließ in Slatina wahrscheinlich einen Herrensitz anlegen und verwendete das Prädikat Záborský von Brloh auf Slatina. In der berní rula von 1654 sind für Slatina neun Bauern, vier Chalupner und sechs Gärtner ausgewiesen; zum Horažďovicer Anteil gehörten vier Bauern, ein Chalupner und zwei Gärtner, zum Anteil der Záborský fünf Bauern, drei Chalupner und vier Gärtner. Alexander Václav Záborský verkaufte seinen Anteil 1677 an Jan Kavka von Svárov und machte die Feste Kozlov zu seinem neuen Sitz. Im Jahre 1680 erwarb Adam Oppel diesen Anteil. Dessen Witwe Afra Ursula, geborene Wiedersperger von Wiedersperg, verkaufte den Anteil an Slatina 1688 ihrem Schwiegersohn Wenzel Ferdinand Lew Kunasch von Machowitz. Kunasch ließ 1724 in Slatina einen neuen Herrensitz errichten. 1731 erwarb er auch den Horažďovicer Anteil von Slatina und vereinigten beide Teile. Ab 1736 verwaltete seine Witwe den Besitz bis 1755 für ihren minderjährigen Söhne Johann Joseph und Johann Ernst. Am 8. November 1762 verkauften die Brüder das Gut Slatina für 21.000 Gulden an Johann Franz Christian Graf Swéerts-Sporck, der es seiner Herrschaft Schlüsselburg zuschlug. Infolge der Missernte von 1770 kam es in Böhmen zu einer großen Teuerung und Hungersnot. Im Sommer 1771 brach in der Gegend ein Bauernaufstand aus; die unbewaffneten Rebellen zogen zum Schloss Schlüsselburg und forderten die Herabsetzung der Robot. Das von Horažďovice herbeigerufene Militär schlug die Rebellion blutig nieder, unter den Toten war auch der Richter aus Slatina. Im 18. und 19. Jahrhundert entstanden zwischen Kadov, Desfours-Laschan und Slatina zahlreiche kleine Granitsteinbrüche. Nach dem Tode von Joseph Graf Swéerts-Sporck verwaltete ab 1802 der Oberstlandmarschall Johann Prokop Graf Hartmann von Klarstein die Herrschaft Schlüsselburg für dessen minderjährige Kinder und verkaufte sie am 23. April 1803 für 1.350.000 Rheinische Gulden dem ehemaligen Passauer Fürstbischof Leopold Leonhard von Thun und Hohenstein, der sie am 27. August 1804 für 1.580.000 Gulden sowie 4.000 Gulden Schlüsselgeld an Johann Franz Linker von Lützenwick weiterveräußerte. Linker trennte das Gut Slatina von der Herrschaft Schlüsselburg ab und überließ es am 20. Februar 1811 gegen einen Kaufpreis von 21.000 Gulden und 1.000 Gulden Schlüsselgeld dem Besitzer der Herrschaft Chanowitz, dem Pilsener Bürger Franz Becher. Nach 1811 wurde das Schloss Slatina zum Getreidespeicher umgebaut und dabei die Kapelle des hl. Wenzel abgebrochen. 1838 erbte Franz Gustav Becher das Gut Slatina. Bis zur Mitte des 19. Jahrhunderts bildete Slatina ein mit der Herrschaft Chanowitz verbundenes Gut.
Nach der Aufhebung der Patrimonialherrschaften bildete Slatina ab 1850 eine Gemeinde im Gerichtsbezirk Horažďowitz.
Der große Teich Na Líští am südlichen Ortsausgang wurde in der zweiten Hälfte des 19. Jahrhunderts trockengelegt. Ab 1868 gehörte das Dorf zum Bezirk Strakonitz. Franz Gustav Freiherr von Becher verkaufte den Hof Slatina am 1. August 1871 für 30.000 Gulden an Eduard Daubek, der zugleich auch das Gut Chanowitz erwarb. Diesem folgte sein Sohn Eduard Ritter von Daubek, der den Maler František Bohumil Doubek entdeckte und förderte. Im Jahre 1883 wurde der alte Hof bei einem Großfeuer zerstört. Eduard Ritter von Daubek ließ an seiner Stelle nach Plänen des Pilsener Baumeisters Josef Kába einen neuen Wirtschaftshof errichten, dabei wurden das ehemalige Schloss und der Alte Speicher abgebrochen. Von Daubek, der auch Eigentümer des Schlosses und der Herrschaft Wosek geworden war, veräußerte Chanowitz und Slatina am 19. August 1889 für 180.000 Gulden an den Besitzer der Kaolingruben Horní Bříza, Isidor Schmiedl auf Schloss Vísky. Nach dessen Tod verwaltete seine Witwe Pavlína, geborene Marešová, ab 1900 den Großgrundbesitz. Zehn Jahre später erbte die mit Paul Goldegg zu Lindenburg verheiratete Tochter Anna die Güter. Ab 1938 waren die Güter Chanowitz und Slatina gemeinschaftlicher Besitz der Geschwister Franz, Ferdinand und Georg Goldegg zu Lindenburg und Elisabeth Heintschel von Heinegg, wobei ersterer den Besitz verwaltete. Im Mai 1945 wurde Franz Goldegg zu Lindenburg in Chanovice erschossen. Durch ein Beneš-Dekret wurde die Familie Goldegg zu Lindenburg im Dezember 1945 enteignet und ihre Güter verstaatlicht. Der Hof Slatina wurde 1947 parzelliert und Kleinbauern zugeteilt. Ab 1949 gehörte Slatina zum Okres Horažďovice, nach dessen Aufhebung wurde die Gemeinde 1960 dem Okres Klatovy zugeordnet. Am 1. Juli 1976 erfolgte die Eingemeindung nach Svéradice, zwischen 1980 und 1991 gehörte Slatina als Ortsteil zu Velký Bor. Seit dem 1. Jänner 1992 bildet Slatina wieder eine eigene Gemeinde. Nördlich von Slatina wurde nach 2000 durch die Průmysl kamene, a.s. ein großer Steinbruch angelegt. Die Gemeinde ist Mitglied des internationalen Partnerschaftsprojektes European Slatina.

## Jüdische Gemeinde
Wenzel Ferdinand Lew Kunasch von Machowitz, der 1688 einen Anteil von Slatina erworben hatte, gestattete ab 1691 die Ansiedlung von Juden. Neben der Vermietung verlassener Chaluppen überließ Kunasch den Juden auch ein Stück sumpfiges Land zum Bau eigener Häuser, worauf das aus einer Gruppe von aus Steinen, Lehmziegeln und Holz errichteten Reihenhäuschen mit einer Größe von lediglich 5 × 6 Metern gebildete Ghetto entstand. Die Lebensgrundlage der Juden bildeten der Getreide- und Viehhandel, die Hausiererei und der Wucher. Gegen Zahlung eines wesentlichen Teils der Einkünfte als Schutzgeld begünstigten die Kunasch von Machowitz auch Schutzjuden. Für die Gottesdienste wurde in der Mitte des Ghettos eine hölzerne Synagoge errichtet. Zum Ende des 17. Jahrhunderts entstand eine kleine jüdische Schule. Zum Einzugsbereich der jüdischen Gemeinde gehörten zwölf Dörfer.
1723 gestattete Wenzel Ferdinand Kunasch von Machowitz der jüdischen Gemeinde die Anlegung eines eigenen Friedhofes außerhalb des Ortes. Auf dem zunächst eine Fläche von 8 × 8 Klaftern umfassenden Friedhof wurden auch Juden aus anderen Orten begraben. Später wurde der Friedhof vergrößert.
1834 lebten 17 jüdische Familien in Slatina. Im Jahre 1846 bestand das Ghetto aus elf Häusern, in denen 19 jüdische Familien mit insgesamt 110 Personen lebten. Außerdem bewohnten weitere 19 Juden christliche Häuser. Damit stellten die Juden ein Drittel der Einwohnerschaft von Slatina. Ab 1850 setzte eine Auswanderung von Juden vor allem in die Vereinigten Staaten, aber auch nach Bosnien-Herzegowina ein. 1868 kaufte die jüdische Gemeinde ein Grundstück am Dorfplatz für den Bau einer neuen repräsentativen Synagoge, in der auch die Schule und eine Wohnung für den Rabbiner untergebracht wurden. Durch die Bildung einer eigenen jüdischen Gemeinde in Enis-Laschan erfuhr die jüdische Gemeinde Slatina eine weitere Schwächung. Zwischen 1850 und 1894 waren insgesamt 250 Einwohner von Slatina in die USA ausgewandert, davon allein 134 im Jahre 1894. Die jüdische Schule stellte 1893 wegen zu geringer Schülerzahl den Unterricht ein. Im selben Jahre verließ auch mit Gottlieb Schlessner der letzte Rabbiner Slatina. 1898 stiftete Moses Hasterlik der jüdischen Gemeinde Horažďovice 2000 Gulden für die Erhaltung der Synagoge auf weitere zehn Jahre. 1917 zog die letzte jüdische Familie aus Slatina fort. Die jüdische Gemeinde Horažďovice verkaufte daraufhin die nicht mehr benötigte Synagoge am 20. September 1917 für 10.800 Kronen an den Händler und Musiklehrer Karel Volmut, der in den Räumlichkeiten der Schule einen Kaufmannsladen einrichtete und die Bethalle als Speicher nutzte.

## Gemeindegliederung
Für die Gemeinde Slatina sind keine Ortsteile ausgewiesen. Zu Slatina gehört die Einschicht U Kutila.

## Sehenswürdigkeiten
- Kapelle des hl. Wenzel am Dorfplatz, erbaut 1865 anstelle eines baufälligen Vorgängerbaus. Das Altarbild des hl. Eduard ist ebenso wie die Glocke ein Geschenk von Eduard Ritter von Daubek und wurde wahrscheinlich von František Bohumil Doubek gemalt. Die Statue Ecce homo erwarb der Richter Ladman bei der Versteigerung des Inventars des aufgehobenen Klosters Horažďovice für einen halben Taler.
- Nischenkapelle des hl. Wenzel an einer Mauer des ehemaligen Schlosses am Weg nach Čečelovice und Slivonice, sie erinnert an die ehemalige Schlosskapelle
- Spätbarocke Nischenkapelle der hl. Barbara am Hügel Na Hradcích beim Steinbruch, sie entstand zum Ende des 18. Jahrhunderts. Das Wandbild der hl. Barbara schuf der Prager Maler Josef Fencl.
- Neue Synagoge am Dorfplatz, der klassizistische Bau wurde 1868 errichtet und 1917 nach dem Wegzug der letzten Juden an einen Kaufmann verkauft. In der zweiten Hälfte lagerte die JZD Slatina darin Düngemittel; nach deren Zusammenschluss mit der JZD Svéradice hatte die Genossenschaft keine Verwendung mehr für das Gebäude und verkaufte es. Die Käufer ließen das Gebäude wieder in seinen ursprünglichen Zustand versetzen. Es dient heute als jüdisches Kulturzentrum.
- Reste des Ghettos
- Jüdischer Friedhof, im Wald Na Hradcích nördlich des Dorfes, angelegt 1723. Auf dem 58 × 28 m großen Areal befinden sich 172 Grabsteine. Bei einem Besuch der Synagoge durch Vertreter der israelischen Sektion der ICOMOS gaben diese die Empfehlung zum Schutz der Synagoge und des Friedhofs als einen einzigartigen Komplex einer ländlichen jüdischen Siedlung.
- Velký čertův náramek (Großes Teufelsarmband), Felsgebilde zwischen Slatina und Kadov
- Sonnenuhr am Steinbruch